# Tramway de Savannah
Le tramway de Savannah est le réseau de tramways historiques de la ville de Savannah, aux États-Unis. La ligne fut ouverte en 2009, sur un tronçon de l'ancien de réseau de tram le long de River Street.

## Schedule and stations
Les tramways circulent du jeudi au dimanche de 12h à 21h.
D'Est en Ouest, les stations de la ligne sont :
- Montgomery Street
- Barnard Street
- City Hall - Transit Terminal (connexion avec le réseau de bus et le ferry "Savannah Belles")
- Abercorn Street
- Habersham Street
- Houston Street
- Waving Girl Landing (connexion avec le ferry "Savannah Belles", vers Hutchinson Island)